# Николич, Предраг
Предраг Николич (босн. Predrag Nikolić; род. 11 сентября 1960, Босански-Шамац) — югославский и боснийский шахматист, гроссмейстер (1983).
Рейтинг Эло на октябрь 2009 года — 2623 (120-й в мире, 2-й среди шахматистов Боснии и Герцеговины). Наивысший рейтинг — 2676 (октябрь 2004).
После начала войны в Боснии некоторое время жил в Нидерландах.
Чемпион Югославии (1980, 1984). Чемпион Нидерландов (1997, 1999). Чемпион Боснии и Герцеговины (2007). Победитель международных турниров: Сараево (1983, 1987), Нови-Сад (1984), Рейкьявик (1986), Вейк-ан-Зее (1989, 1-4 места), Порторож/Любляна (1989), Роттердам (1999). Участник межзональных турниров (1984, 1987, 1990). Неоднократно выступал на шахматных олимпиадах за команды Югославии и Боснии и Герцеговины.

## Изменения рейтинга
| Графики недоступны из-за технических проблем. См. информацию на Фабрикаторе и на mediawiki.org. |